# Horst Peter (Politiker)
Horst Peter (* 16. Februar 1937 in Kassel; † 23. September 2012 ebenda) war ein SPD-Politiker und Pädagoge sowie Mitherausgeber der spw – Zeitschrift für sozialistische Politik und Wirtschaft.

## Leben
Horst Peter gehörte dem Deutschen Bundestag von der 9. bis 12. Wahlperiode (1980–1994) als direkt gewählter Kandidat des Wahlkreises Kassel an. Von 1985 bis 1994 war er Sprecher der SPD-Linken des sogenannten Frankfurter Kreises. Ab 1993 wurde seine Rolle als Kontaktperson (KP "Kirchner") der Staatssicherheit der DDR diskutiert, also als einer derjenigen, die man ohne ihr Wissen versucht hat zu instrumentalisieren. Laut BStU 2013 kann der unwissentlich abgeschöpfte „Kirchner“ nicht einem bestimmten Abgeordneten zugeordnet werden. Nach seinem freiwilligen Ausscheiden aus dem Deutschen Bundestag 1994 arbeitete er wieder als Studiendirektor und Fachleiter für Politik und war bis zu seiner Pensionierung im Jahre 2000 Leiter des Hessischen Landesinstituts für Pädagogik (HeLP). Zuletzt engagierte sich Horst Peter verstärkt für den BUND und war bis 2008 Vorstandssprecher des BUND Kassel.

## Leistungen
Horst Peter errang große Verdienste in der Zusammenführung der linken Strömungen in der SPD seit Mitte der 1980er Jahre im Zuge der Entstehung des Berliner Grundsatzprogramms der SPD, das 1989 verabschiedet wurde. 1994 trat Horst Peter zusammen u. a. mit Peter von Oertzen, Detlev von Larcher, Edelgard Bulmahn und Christel Riemann-Hanewinckel neu in die Herausgeberschaft der spw – Zeitschrift für sozialistische Politik und Wirtschaft ein.
Auch über seine Tätigkeit als SPD-Sprecher im Petitionsausschuss des Deutschen Bundestags hinaus engagierte sich Horst Peter für mehr Bürgerbeteiligung und Formen direkter Demokratie. In Schriften und Vorträgen warb er zudem für das Konzept der Nachhaltigkeit als Gegenmodell zur neoliberalen Gesellschafts- und Wirtschaftspolitik (siehe Peter u. a. 2011).

## Ehrungen
- 1990: Verdienstkreuz am Bande der Bundesrepublik Deutschland